# 楊弘 (河間王)
楊 弘（よう こう、? - 大業3年3月6日（607年4月8日））は、中国の隋の皇族。河間王。字は辟悪。文帝楊堅の従祖弟にあたる。

## 経歴
楊元孫（楊忠の叔父の楊愛敬の子）の子として生まれた。北斉統治下の鄴に住んでいたが、楊忠の親族であることを知られるのを恐れ、祖母の郭氏の姓を称した。楊元孫が死去し、北斉が北周に併呑されると、楊弘は関中に入った。楊堅は楊弘のために田宅を買い与えた。幾度か征戦に従って、開府儀同三司に累進した。大象2年（580年）、楊堅が丞相となると、常に側近に控えた。楊堅が北周の趙王宇文招の邸を訪れ、危難に遭うところだったとき、楊弘は戸外に立って、楊堅を守った。まもなく上開府の位を受け、永康県公に封じられた。
開皇元年（581年）、隋が建てられると、楊弘は大将軍の号を受け、爵位は郡公に進んだ。同年5月、河間王に立てられ、右衛大将軍の号を受けた。1年あまりして、柱国の位に進んだ。突厥が隋の北辺を侵すと、楊弘は行軍元帥となり、数万の兵を率いて、霊州道に出て、突厥軍と戦い、撃破した。寧州総管として出向し、位は上柱国に進んだ。数年後、長安に召還され、しばらくして蒲州刺史に任じられた。河東で隋に反抗する者100人あまりを投降させ、治安を回復させて、良吏と称された。晋王楊広が入朝すると、楊弘は揚州総管に任じられたが、楊広が江都に戻ると、楊弘も蒲州に戻された。大業元年（605年）、楊弘は召還されて、太子太保に任ぜられた。大業2年（606年）、雍州牧に任ぜられた。
大業3年（607年）3月、死去。大業6年（610年）、郇王に追封された。
子の楊慶が後を嗣いだ。

## 伝記資料
- 『隋書』巻43 列伝第8
- 『北史』巻71 列伝第59
- 隋上柱国太子太保雍州牧河間恭王墓誌銘